# Physalaemus kroyeri
Physalaemus kroyeri is een kikker uit de onderfamilie Leiuperinae van de familie fluitkikkers (Leptodactylidae). De wetenschappelijke naam van de soort werd in 1862 als Gomphobates kroyeri gepubliceerd door Johannes Theodor Reinhardt en Christian Frederik Lütken.
De soort komt voor in het noorden van Minas Gerais en in centraal Bahia en verder naar het noorden tot in Piauí en Paraíba in Brazilië.
Onderfamilie Leiuperinae

Edalorhina · Engystomops · Physalaemus · Pleurodema ·  Pseudopaludicola

Onderfamilie Leptodactylinae

Adenomera · Hydrolaetare · Leptodactylus · Lithodytes

Onderfamilie Paratelmatobiinae

Crossodactylodes · Paratelmatobius · Rupirana · Scythrophrys